# Баклан яванський
Баклан яванський (Microcarbo niger) — вид сулоподібних птахів родини бакланових (Phalacrocoracidae).

## Поширення
Вид поширений в Південній та Південно-Східній Азії від Пакистану до Яви. Мешкає на заболочених територіях, починаючи від невеликих сільських ставків і закінчуючи великими озерами, а іноді і приливними лиманами.

## Опис
Тіло завдовжки 51–56 см, розмах крил приблизно 90 см, вага тіла 360—525 г. Самці, як правило, більші. Оперення глянцево-чорне з білими плямами. Має короткий гребінь на потилиці.

## Спосіб життя
Птах живиться рибою і безхребетними, яких він ловить в дрібних прибережних водах і серед водоростей. Будує гніздо з водоростей, гілок, кісток і трави. Гніздо, як правило, будується на височині, такій як скелі, дерева або штучні споруди, але може бути побудоване і на землі.